# کریستوفر گراوت
کریستوفر گراوت (انگلیسی: Christopher Gravett) یک مورخ نظامی، و پژوهشگر مطالعات قرون وسطی اهل بریتانیا است. وی به تاریخ تسلیحات قرون وسطی و تسلیحات این دوره از جمله اسلحه و زره علاقه ویژه دارد، گراوت تعدادی کتب مرجع در این زمینه تدوین نموده، او همچنین به عنوان مشاور در پروژه‌های فیلم و تلویزیون مشارکت دارد در عین حال گراوت سرپرست ارشد در زرادخانه سلطنتی انگلستان است

## تعدادی از آثار برگزیده
- (۱۹۸۵)ارتش‌های قرون وسطای آلمانی انتشارات عقاب دریایی، شابک ‎۰−۸۵۰۴۵−۶۱۴−۲
- (۱۹۹۷) ارتش قرون وسطای آلمان ۱۰۰۰-۱۳۰۰ انتشارات عقاب دریایی، شابک ‎۱−۸۵۵۳۲−۶۵۷−۴
- (۱۹۹۹) بازوورث ۱۴۸۵، آخرین شارژ پلانتاژنه، انتشارات عقاب دریایی، شابک ‎۱−۸۵۵۳۲−۸۶۳−۱